# Alexander the Great (téléfilm, 1968)
Pour les articles homonymes, voir Alexandre le Grand (homonymie).

Alexander the Great est un téléfilm américain réalisé par Phil Karlson, diffusé en 1968.

## Synopsis
La vie et la mort d'Alexandre le Grand...

## Fiche technique
- Titre : Alexander the Great
- Réalisation : Phil Karlson
- Scénario : Robert Pirosh et William Yates
- Société de production : Metro-Goldwyn-Mayer
- Musique : Leonard Rosenman
- Pays d'origine : États-Unis
- Genre : drame
- Date de diffusion : 1968

## Distribution
- William Shatner : Alexander
- Adam West : Cleander
- John Cassavetes : Karonos
- Joseph Cotten : Antigonus
- Simon Oakland : Attalos
- John Doucette : Kleitos

## Films homonymes
- 1956 : Alexandre le Grand, film américain avec Richard Burton et Danielle Darrieux
- 2004 : Alexandre d'Oliver Stone
- 2010 : Alexander the Great (en)